# Vitális Imre
Vitális Imre (Berettyószentmárton, 1880. május 16. – Berettyószentmárton, 1910. szeptember 24.) az utolsó bihari betyár volt a 19. században, számos betyármonda hőse.

## Életútja
Református családban született, édesapja Vitális Imre, édesanyja Szilágyi Julianna. Apja alkoholista, családjával szemben erőszakos volt, aki végül öngyilkos lett. Neje Vitális Eszter (Vitális László és Bacsa Zsuzsa leánya), akivel 1905. március 29-én kötött házasságot Berettyószentmártonban. Polgári foglalkozása földműves volt, ennek ellenére nagyvilági életet élt. Rablóvá züllése előtt jelentős vagyona volt, amelyet azonban budapesti és nagyváradi kártyázásai során elvert. Vitális paraszti származása ellenére megfordult Monte Carlóban is. A szerencsejáték melletti másik szenvedélye a vadászat volt.
A Tolnai Világlapja 500 koronás jutalomdíjat tűzött ki annak, aki élve vagy halva elfogja Vitális Imrét, a bihari haramiát, ki rettegésben tartotta az embereket.
Vitális 1910. augusztus 26-án Püspökfürdő vendéglőjében együtt borozgatott Szirb György marhakereskedővel. A sok készpénzt magával hordó Szirbet Vitális a település külterületén megölte és kirabolta. A csendőrök a gyilkosság során elhagyott kalapja alapján beazonosították Vitálist és felkeresték lakhelyén. A betyár éppen távol volt, a csendőrök így anyósát faggatták ki. Hazaérve Vitális saját anyósát is lelőtte, egy szóváltást követően. Terhes felesége az ablakon keresztül menekült Vitális elől. A Vitálist kergető csendőrök ezután jutottak a nyomára: a hatóság 50 emberével megszállta a települést és tűvé tette az egész falut a betyárért. Vitálist végül éjjel, a temető árkában találta meg egy három főből álló csendőrjárőr. A rabló azonban nem adta meg magát, a járőr egyik tagját agyonlőtte, egy másikat megsebesítette, majd eltűnt a sötétben.
A történetek szerint öngyilkossága előtt a betyár három napig bujdosott Bajom és Báránd közt és saját házában megbújva. Vitális kétségbeesett lövöldözéssel próbált védekezni, ám hasztalanul: a csendőrök ugyanis egyhamar körülzárták a házat, s betörték a szobája ajtaját. Vitális ekkor maga ellen fordította a fegyvert.
„Amilyen borzadályt keltő, rettegett és gyűlölt alak volt Vitális Imre a maga félelmetességében, épp olyan nagy részvét tárgya lett abban a pillanatban, amikor a csendőrök végeztek a benne lakó közveszedelemmel. És ezt a megveszett fenevadat többen siratták el, mint az emberiség legnagyobb jótevőit; fizikai ereje, ügyessége, bősz elszántsága meg az, hogy embernek született, elég volt rá, hogy holtában hőssé avassa a nagy gyermekek szemében” – írta róla 1910-ben Ambrus Zoltán a Nyugatban. 

## A művészetben
Vitális Imrének fényes a fokosa,
a Berettyó vizében fényesre lemossa,
fényes a fokosa, jól hordó puskája,
nem fél ha a csendőr százával megy r(e)ája!
(idézet népi szájhagyomány alapján)
- Vitális Imre balladáját a Muzsikás együttes dolgozta fel.
- Bujdosását többek közt Papp Károly, a bihartordai parasztköltő szedte versbe.

## Külső hivatkozások
- Kocsis Csaba: Falu, város vagy faluváros?? (Berettyóujfalvi vázlatok)